# Noville (Fexhe-le-Haut-Clocher)
Noville (wa. Noveye-dilé-Fexhe, Noveye-el-Hesbaye) – dzielnica (section) gminy Fexhe-le-Haut-Clocher w Belgii, w Regionie Walońskim, w prowincji Liège, w okręgu Waremme. 1 stycznia 2020 roku liczyła 404 mieszkańców. Do 31 grudnia 1964 r. samodzielna gmina. 

## Demografia
Liczba mieszkańców, stan na 1 stycznia:
| Rok                | 1930 | 1947 | 1961 | 2020 |
| ------------------ | ---- | ---- | ---- | ---- |
| Liczba mieszkańców | 388  | 377  | 378  | 404  |